# Bonrepos-Riquet
Bonrepos-Riquet è un comune francese di 251 abitanti situato nel dipartimento dell'Alta Garonna nella regione dell'Occitania.
Prende il nome da Pierre-Paul Riquet, costruttore del Canal du Midi, che ne fu Barone.

## Società

### Evoluzione demografica
Abitanti censiti